# Município de Ward (condado de Hocking, Ohio)
O município de Ward (em inglês: Ward Township) é um município localizado no condado de Hocking no estado estadounidense de Ohio. No ano de 2010 tinha uma população de 1.933 habitantes e uma densidade populacional de 19,67 pessoas por km².

## Geografia
O município de Ward encontra-se localizado nas coordenadas 39° 30′ 26″ N, 82° 13′ 36″ O. Segundo a Departamento do Censo dos Estados Unidos, o município tem uma superfície total de 98.25 km², da qual 97,94 km² correspondem a terra firme e (0,32 %) 0,31 km² é água.

## Demografia
Segundo o censo de 2010, tinha 1.933 habitantes residindo no município de Ward. A densidade populacional era de 19,67 hab./km². Dos 1.933 habitantes, o município de Ward estava composto pelo 93,79 % brancos, o 4,71 % eram afroamericanos, o 0,36 % eram amerindios, o 0,26 % eram asiáticos, o 0,16 % eram de outras raças e o 0,72 % eram de uma mistura de raças. Do total da população o 0,98 % eram hispanos ou latinos de qualquer raça.